# 西遊記 (2010年電視劇)
2010年版西游记（英語：Journey to the West），又称为新西游记，浙版西游记，是由浙江永乐影视制作有限公司负责，由程力栋执导拍摄的以小说《西游记》为基础的52集电视剧。拍摄起始于2008年9月20日，耗时3个月，后期制作耗时3个月。原定于2009年暑假首播，后推迟到2010年1月3日在江苏综艺频道全国首播。2010年2月14日，在浙江、安徽、山东和福建东南四家卫视台上星。马来西亚八度空间电视台于2010年8月9日晚上8:30及韓國中华TV（2012年3月15日）首播此剧。

## 演员表

### 领衔主演
- 陈司翰 饰 唐僧、金蟬子
- 费振翔 饰 孙悟空
- 谢 宁 饰 猪八戒
- 牟凤彬饰 沙僧
- 韩 雪 饰 白鹏魔王（白鹏白翩翩、白鳥精）、白骨精白骨夫人

### 联合主演
- 陈 冲 饰 观音
- 唐国强 饰 玉皇大帝
- 王力可 饰 青蛟魔王（青蛟青灵）、女儿国国王
- 刘 佳 饰 王母娘娘

### 其他演员
- 樊志起 饰 太上老君
- 朱彦菲 饰 如来佛祖（配音：党同义）
- 施羽 饰 太白金星
- 关礼杰 饰 托塔李天王
- 曹曦文 饰 高翠兰
- 印小天 饰 二郎神
- 陈德容 饰 天竺國帕蘿公主、玉兔精、月宮素娥
- 许还山 饰 菩提老祖
- 程力栋 饰 地藏王
- 董 盟 饰 牛魔王（牛精牛大力、大力牛魔王、大力王）
- 于 娜 饰 白毛鼠精
- 午 马 饰 金池长老
- 娄淇 饰 高才
- 朱泳腾 饰 唐太宗
- 王帅 饰 小白龙
- 罗永娟 饰 哪吒
- 陆昱颉 饰 玉兔仙子（月宮中搗藥的仙子、小玉兔）
- 郭小伟 饰 独角大王
- 何建泽 饰 天音王子（寶象國王子）
- 苗海忠 饰 天蓬元帅
- 刘莹 饰 廣寒月宮太陰星君嫦娥娘娘
- 陈思寒 饰 弥勒菩萨
- 张琦 饰 灵感大王
- 韩栋 饰 金光道长
- 彭丹 饰 宝珠（蜘蛛精黑寡婦大娘娘）
- 邱晔 饰 丝丝（蜘蛛精）
- 殷硕 饰 织锦（蜘蛛精二娘娘）
- 薛佳雯 饰 小青（蜘蛛精）、七仙女
- 卢雪婷 饰 小红（蜘蛛精）、七仙女
- 于娟 饰 小花（蜘蛛精）、七仙女
- 蒋菲燕 饰 小高（蜘蛛精）
- 左宪楠 饰 文殊菩萨、爱爱（文殊菩薩化身）
- 古晓 饰 普贤菩萨
- 張楊果而 饰 大势至菩萨
- 孟彦森 饰 小石猴、红孩儿（聖嬰大王）、善财
- 闫洪定 饰 阿潘
- 孙皓 饰 阿难、火德星君
- 孙强 饰 迦叶、金角大王
- 刘佳 饰 妇人
- 刘添月 饰 真真（菩薩化身）
- 卢洁云 饰 怜怜（菩薩化身）
- 洪志彬 饰 孙小小（猴孫）
- 吴桐宇 饰 惠岸（木吒）
- 张佰俊 饰 高太公
- 徐松子 饰 高老太
- 高骏宝 饰 观音院院主
- 戴春荣 饰 女儿国太师
- 周诗雅 饰 女儿国国师
- 冯淞淞 饰 琵琶精
- 穆薪同 饰 女儿国武官
- 穆麒同 饰 女儿国护卫
- 徐飞飞 饰 女儿国老婆婆
- 张中宁 饰 毗蓝婆菩萨
- 周继伟 饰 黑熊怪（熊精熊羆）
- 李宝龙 饰 土地公、通臂猿、十八公
- 张明明 饰 白衣秀士（蛇精、白花蛇怪）
- 周浩东 饰 大善人寇员外
- 刘梓菲 饰 瑶姬
- 李光军 饰 猴王
- 孙艳斌 饰 猴后
- 王刚 饰 车迟国王
- 史济普 饰 车迟国师
- 侯杰 饰 虎力大仙
- 田力成 饰 羊力大仙
- 杨军 饰 鹿力大仙
- 周仲 饰 黄眉大王（自稱黄眉老佛）、雷公
- 陈荣威 饰 银角大王、巨灵神
- 殷有霆 饰 精细鬼、广谋、山神、驿丞
- 王杨小寒 饰 伶俐虫、魔礼红（四大天王北方多聞天王）
- 冯晓琴 饰 妖奶奶
- 韩银龙 饰 東海龍王敖广
- 徐晓明 饰 北海龍王敖顺
- 陈超 饰 南海龍王敖钦、独角鬼王
- 唐刚 饰 西海龍王敖闰、青毛狮子怪
- 刘峰 饰 黄牙老象、蛇将
- 许江华 饰 大鹏雕（大鵬金翅鳥）、撑船人
- 韩波 饰 魔礼青（四大天王南方增長天王）、康太尉
- 张策 饰 魔礼海（四大天王東方持國天王）混世魔王、广智
- 谢宗辰 饰 魔礼寿（四大天王西方廣目天王）、昴日星官
- 孟志成 饰 小钻风
- 吴斌 饰 急如火
- 罗来横 饰 快如风
- 颜锐鹏 饰 如意真仙
- 李军 饰 道人
- 周名扬 饰 刘伯钦（鎮山太保）、伏虎、布雾郎君
- 田西平 饰 赤脚大仙
- 张海平 饰 许旌阳
- 吕王青 饰 童子
- 申野君 饰 广一、水伯
- 李娜 饰 七仙女、宝相国蒂亚
- 刘舟 饰 七仙女
- 郭金莹 饰 七仙女、铁扇婢女乙、电母
- 曹媛媛 饰 七仙女
- 李胜荣 饰 宝象国国王
- 李雨林 饰 宝象国王后
- 叶尔江 饰 天竺国国王
- 赵娜 饰 天竺国王后
- 房振华 饰 金头揭谛
- 谢瑞亮 饰 银头揭谛
- 周蕊 饰 杏仙
- 蒋疏影 饰 龙女
- 任学海 饰 灵吉菩萨
- 刘超 饰 鳜婆
- 王怡 饰 玉面公主
- 齐胜麟 饰 陈清
- 于子宽 饰 陈澄
- 周璇 饰 一秤金
- 周佳楠 饰 陈关保
- 孙佳丽 饰 少女一秤金
- 刘孜 饰 铁扇公主
- 冯娇 饰 铁扇婢女甲
- 魏偲 饰 龟将
- 姚小龙 饰 亢金龙
- 沈寿鹤 饰 燃灯古佛
- 王积超 饰 火焰山土地、降龙
- 安瑞云 饰 镇海禅寺林院主、金顶大仙
- 杨磊 饰 狮驼王
- 高骏宝 饰 金光寺方丈
- 张超 饰 张太尉
- 贾连强 饰 姚太尉
- 张洋 饰 李太尉
- 李庆喜 饰 郭申
- 宋玉姣 饰 直健
- 侯杰 饰 阎罗王
- 付天武 饰 判官
- 王峰 饰 牛头
- 水家俊 饰 马面
- 张轩 饰 御马监监丞
- 李宗贤 饰 御马监监副
- 史振飞 饰 小张太子
- 赵振东 饰 黄衣盗
- 毛建平 饰 风婆
- 郑建凡 饰 推云童子

## 每集名称
| #  | 名称       |
| -- | ---------- |
| 1  | 猴王初问世 |
| 2  | 花果山结义 |
| 3  | 官封弼马温 |
| 4  | 看守蟠桃园 |
| 5  | 大圣闹天宫 |
| 6  | 大战二郎神 |
| 7  | 玉帝斩妖猴 |
| 8  | 困囚五行山 |
| 9  | 猴王保唐僧 |
| 10 | 祸起观音院 |
| 11 | 黑风洞除妖 |
| 12 | 计收猪八戒 |
| 13 | 流沙河收徒 |
| 14 | 四圣试禅心 |
| 15 | 三打白骨精 |
| 16 | 白骨洞脱险 |
| 17 | 智激美猴王 |
| 18 | 白鸟化成仙 |
| 19 | 夺宝莲花洞 |
| 20 | 智胜金银角 |
| 21 | 大战红孩儿 |
| 22 | 巧收红缨王 |
| 23 | 大闹三清观 |
| 24 | 施法车迟国 |
| 25 | 斗法降三妖 |
| 26 | 雪阻通天河 |
| 27 | 贪遇青牛精 |
| 28 | 天兵战青牛 |
| 29 | 趣经女儿国 |
| 30 | 血染子母河 |
| 31 | 沉江祭河水 |
| 32 | 三徒战巨蝎 |
| 33 | 怒打不孝子 |
| 34 | 真假美猴王 |
| 35 | 难过火焰山 |
| 36 | 智取芭蕉扇 |
| 37 | 大战牛魔王 |
| 38 | 扑灭三昧火 |
| 39 | 误入小雷音 |
| 40 | 错坠盘丝洞 |
| 41 | 计得腹中珠 |
| 42 | 金光堕邪渊 |
| 43 | 降魔遇群妖 |
| 44 | 险阻狮驼岭 |
| 45 | 佛祖助降妖 |
| 46 | 错救白毛鼠 |
| 47 | 深入无底洞 |
| 48 | 天竺蹊跷事 |
| 49 | 识破玉兔精 |
| 50 | 干戈化玉帛 |
| 51 | 辛苦到灵山 |
| 52 | 波生极乐天 |

## 主创表
- 总导演：程力栋
- 出品人：程力栋
- 动作导演：曹华
- 特技导演：张升
- 总制片人：程力栋
- 造型设计：陈敏正
- 编剧：张平喜
- 原著：吴承恩
- 改编：张平喜、佩玲
- 联合摄制单位: 江苏省广播电视总台
- 发行单位:
- 荣誉出品: 浙江永乐影视制作有限公司
- 电视剧发行许可证编号:（广剧）剧审字（2009）第066号
- 电视剧制作许可证号码：乙第11266 号

## 评价及争议
该剧的突出优点是对师徒四人取经途中的心理变化有较多描写。剧中唐僧对佛理有较多宣讲，但过度宣讲导致剧情拖沓，例如金兜洞部分，唐僧反复猜测妖怪是佛教还是道教的，导致割裂剧情索然无味。
该剧对原著改动较大，引来批评。

### 与原著相異部分
- 原著中孙悟空没有父母，本剧中孙悟空有养父养母，是猴王猴后。
- 原著中與悟空結拜七兄弟的蛟魔王與鵬魔王，照原著描述應可能為男性，在本劇改以女性角色登場，並另外追加了青灵与翩翩的名字。
- 本剧中哪吒与悟空成了兄弟，甚至與成為善財童子的紅孩兒變成朋友，与原著不合。
- 本劇的文殊與普賢二位菩薩以女相示人。
- 原著中觀音院的金池長老最後自殺身亡，在本劇則存活了下來。
- 本剧中未拍摄的故事包括：
  - 唐三藏生父陳光蕊赴任逢災
  - 魏徵丞相夢中斬殺涇河龍王
  - 唐太宗遊地府還魂
  - 浮屠山烏巢禪師向唐僧師徒授心經
  - 路經五莊觀偷吃人參果
  - 烏雞國國王鬼魂託夢唐三藏
  - 衡陽峪黑水河鼉龍怪假扮船夫擒捉唐三藏與豬八戒
  - 九頭駙馬盜走祭賽國金光寺寶塔舍利子，金光寺更名伏龍寺
  - 荊棘嶺木仙庵樹妖與唐三藏談詩
  - 七絕山悟空降伏紅鱗大蟒，八戒拱通稀柿衕
  - 悟空替朱紫國國王懸絲診脈治病，觀音降伏賽太歲
  - 比丘國改名小兒城，南極仙翁降伏比丘國國丈白鹿精
  - 滅法國國王立誓殺死一萬個和尚
  - 隱霧山折岳連環洞南山大王使分瓣梅花計擒獲唐三藏
  - 悟空為鳳仙郡上天庭向玉帝求雨
  - 玉華州三王子拜悟空師兄弟為師
  - 豹頭山黃獅精盜走悟空師兄弟的兵器
  - 太乙天尊協助悟空降伏九靈元聖
  - 四木禽星協同悟空降伏青龍山玄英洞三隻犀牛精
  - 銅台府寇員外遭惡賊打死後又還魂
- 原著中唐三藏離開長安時帶著兩個隨從上路，曾被妖怪熊山君與寅將軍捉住並殺害吞食了兩個隨從，只有唐三藏被太白金星救出。在本劇變成兩名隨從被劉伯欽追捕的猛虎所殺，唐三藏也被劉伯欽所救。
- 原著中悟空三打白骨精與宝象国降伏黃袍怪的故事在本劇合併成一節。原著是寶象國三公主百花羞被黃袍怪抓走並結為夫妻十三年，在本劇变成寶象國王子被白骨精囚禁十年。故事中亦增加了寶象國國王與王子以及白骨精三者之間前世因緣的設定，原著中黃袍怪在寶象國國王與朝中大臣面前施法將唐三藏變成老虎的情節在本劇也變成由白骨精接替。而本劇除了有還原原著中悟空棒打除三屍、露出骨架上刻有白骨夫人四字的骷髏原形的情節外，白骨精最後下場以自殺告終。
- 三打白骨精一節，悟空被唐三藏趕走後，曾返回靈台方寸山斜月三星洞找菩提祖師訴苦，菩提祖師要悟空把石頭磨成鏡子並且給悟空出了三道問題：靈台方寸山在何處、斜月三星洞在何處、須菩提是何人，這是本劇另外增加的情節，原著則無。
- 原著中潛伏在西梁女國的蠍子精在悟空三兄弟準備用定身法定住女兒國全國的人和女王，並帶唐三藏逃離女兒國的同時，將唐三藏帶到毒敵山琵琶洞並意欲逼婚唐三藏，在本劇改成蠍子精以女兒國國師的身分潛伏在女兒國內並預謀陷害唐三藏。原著中蠍子精最後下場被八戒一釘耙打成肉泥的情節被刪去，只以通過台詞提及。而劇中悟空對女兒國國王的長相以及兩者之間的對白，也似乎暗示女王很可能是蛟魔王青靈的轉世來生。
- 原著中唐僧師徒路逢強盜劫匪並借宿楊家一節提及楊家二老只有一個兒子，在本劇則改成四個。
- 在路經火焰山，三調芭蕉扇一節增加了鐵扇公主與唐三藏互動的情節，原著則無。另外牛魔王的小妾玉面狐狸精在原著描述中最後被八戒打死，本劇變成被哪吒殺死。
- 在盤絲洞與黃花觀一節，唐三藏一開始被蜘蛛精螫傷後，幸逢百眼魔君拿出解藥相救。而原著中唐僧師徒是在暫時打退蜘蛛精並離開盤絲洞，到達黃花觀後才遇上百眼魔君。劇中亦將百眼魔君的設定進行了一定程度的美化，另外增加了大蜘蛛精寶珠對唐三藏的愛慕之情以及小蜘蛛精絲絲跟沙悟淨的感情戲。原著中七隻蜘蛛精最後被悟空一棒全部打死，悟空在黎山老母的指示找來毗藍婆菩薩收服百眼魔君後放火燒了黃花觀。本劇改成一支蜘蛛精小高與豬八戒戰鬥時，豬八戒讓小高的蜘蛛絲纏繞鐵耙而使小高摔成重傷致死，其中四隻蜘蛛精在寶珠企圖毒殺百眼魔君時遭悟空动手脚偷换茶壶而被毒死，寶珠則是企圖殺死絲絲而被沙悟淨殺死。只有絲絲最後存活下來，在百眼魔君被毗藍婆菩薩收去後獨自留下照顧黃花觀。
- 在玉兔精假扮天竺國公主一節，唐僧師徒將原本被關在布金寺內的真公主巧裝成僧人並直接一行帶往天竺國宮中，而原著中則是在太陰星君協助降伏玉兔後，唐僧師徒才讓真公主平安回到宮中。故事中亦增加了眾人辨明真假公主、月宮素娥投胎轉生為公主，是為尋找被貶至凡間的金烏將軍，甚至誤認為唐三藏就是金烏將軍的轉世、觀音菩薩為消除玉兔與素娥之間的因果嫌隙，擅自釋放玉兔讓其下凡的情節。而劇中天竺國公主也被塑造成任性刁蠻的形象，與原著描述不甚相符。
- 原著結局是唐僧師徒等四人被如來加升大職正果後，在靈山雷音寺修行得道。本劇改成悟空在被封為鬥戰勝佛後，另返靈台方寸山斜月三星洞尋找菩提祖師卻已空無一人，最後回到花果山水簾洞與眾猴重新團聚。

### 與原著相同部分
該劇部分情節與原著相同，而與其他西遊記電視劇的改編情節相異。
- 車遲國部分完整拍攝了“剖腹剜心”、“下油鍋洗澡”。
- 唐僧師徒四人將經文送至唐朝後復轉西方纔被佛祖冊封，符合原著。

## 电视歌曲
- 片頭曲《踏歌西行》（腾格尔）
- 片尾曲《我心不變》（譚晶）
- 插曲《國色天香盡在西涼》（黑鴨子演唱組合）
- 插曲《燃燈之歌》（王力可）
- 插曲《心似蓮花開》（陳司翰）
- 插曲《西遊歌》（費振翔、陳司翰、謝寧、牟鳳彬）

## 外部
- 新서유기 中華TV網站 （页面存档备份，存于）

## 节目变迁
| 马来西亚 八度空間 星期一至五 晚上 20:30-21:30 时段 | 马来西亚 八度空間 星期一至五 晚上 20:30-21:30 时段 | 马来西亚 八度空間 星期一至五 晚上 20:30-21:30 时段 |
| -------------------------------------------------- | -------------------------------------------------- | -------------------------------------------------- |
|                                                    | 西游记 （2010.08.09 - 2010.10.14）                 |                                                    |
| 拜託小姐 （2010.07.05 - 2010.08.06）               | 风格 - Style （2010.10.15 - 2010.-.-）             |                                                    |

| 新加坡 新传媒8频道 星期六 晚上 22:30-00:30 时段 | 新加坡 新传媒8频道 星期六 晚上 22:30-00:30 时段 | 新加坡 新传媒8频道 星期六 晚上 22:30-00:30 时段 |
| ----------------------------------------------- | ----------------------------------------------- | ----------------------------------------------- |
|                                                 | 西游记 （2011.05.28 - ）                        |                                                 |
| 郑和下西洋 （2011.01.01 - 2011.05.21）          | —                                               |                                                 |

| 中華TV 週一至週五 21:00~23:00(兩集) | 中華TV 週一至週五 21:00~23:00(兩集) | 中華TV 週一至週五 21:00~23:00(兩集) |
| ----------------------------------- | ----------------------------------- | ----------------------------------- |
|                                     | 新西遊記 (2012.03.15 - 06.29)       |                                     |
| 孫子大傳 (2012.01.02 - 03.14)       | 戀愛的條件 (2012.07.02 - 08.08)     |                                     |

| 臺灣 八大娛樂K台 週一至五22:00-23:00        | 臺灣 八大娛樂K台 週一至五22:00-23:00 | 臺灣 八大娛樂K台 週一至五22:00-23:00        |
| ------------------------------------------- | ------------------------------------ | ------------------------------------------- |
|                                             | 西遊記 (2013.01.16 - 2013.04.09)     |                                             |
| 鎖清秋 (2012.11.28 - 2013.01.15)            | 未定 (2013.04.10 - 2013.)            |                                             |
| 臺灣 八大第一台 星期一至五 19:00-19:57 时段 |                                      |                                             |
| —                                           | 西游记 （ 2013.07.01 - 2013.09.09）  | 小魚兒與花無缺 （2013.09.10 - 2013.11.11 ） |